# Cine Avenida San Luis Potosí
El Cine Avenida es una sala de cine de San Luis Potosí, México.

## Historia
El Cine Avenida comenzó su construcción en 1944 y terminó en septiembre de 1947. Su arquitectura en su tiempo era clasificada como urbana. Su propietario, el señor José Vilet Ribe, murió antes de que fuese construido en su totalidad.
El cine llegó a funcionar más de 40 años, fue cerrado a finales de 1994 y fue comprado por el señor Jacobo Payán, quien es dueño de la mayoría de los cines en San Luis Potosí y lo rentó por diez años a Multicinemas, pero desde el 2005 que terminó su contrato quedó abandonado y sigue así.[cita requerida]

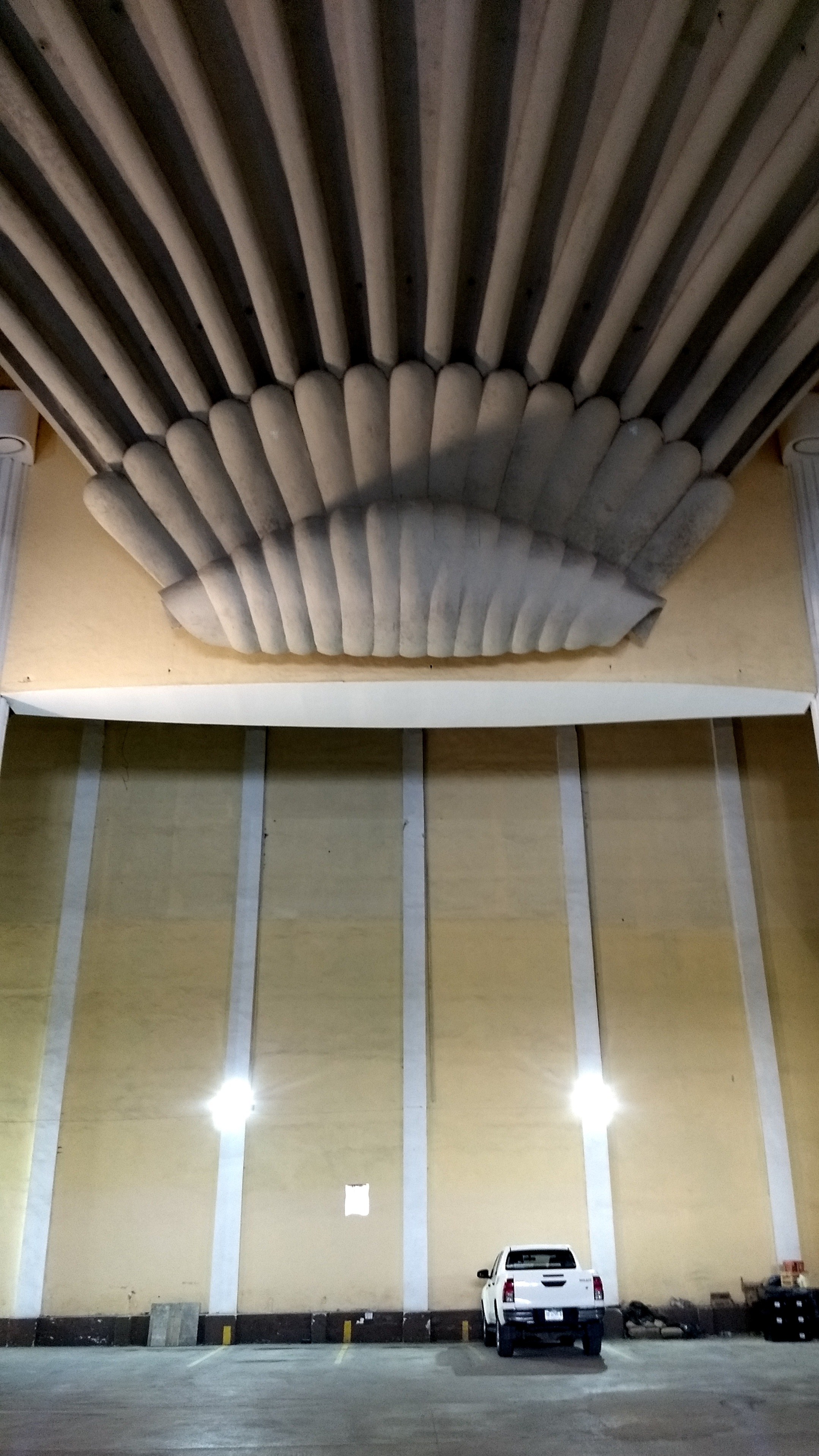
Concha acústica del antiguo Cine Avenida, en la ciudad de San Luis Potosí, México. Actualmente se encuentra en el estacionamiento de un restaurante